# Canal de Garonne
Het Canal de Garonne of Canal latéral à la Garonne is een 19e-eeuws aangelegd kanaal tussen Toulouse en Castets-en-Dorthe. Het traject naar Bordeaux (verbinding met de Atlantische Oceaan) maakt gebruik van de rivier Garonne. Het kanaal is het vervolg van het oostelijk gelegen Canal du Midi uit de 17e eeuw.
Na realisatie van het Canal de Garonne ontstond er zo, dwars door Frankrijk, een scheepvaartverbinding tussen de Atlantische Oceaan en de Middellandse Zee. De waterwegverbinding was net klaar op het moment dat de eerste treinen op de railverbinding Bordeaux-Sète gingen rijden. In eerste instantie was die treinverbinding geen directe concurrent maar dit veranderde toen in 1858/1859 de spoorwegmaatschappij Compagnie des Chemins de fer du Midi de rechten op delen van het kanaal verkreeg.
Het kanaal is bijna 194 kilometer lang en 16 meter breed aan de waterspiegel. Oorspronkelijk telde het kanaal 56 sluizen, waarvan er 53 nu nog aanwezig zijn. De sluizen zijn zes meter breed. Via het Canal de Montech is er een verbinding naar Montauban aan de Tarn.
Het hellend vlak van Montech en de kanaalbrug Agen zijn de meest opzienbarende infrastructurele kunstwerken van het kanaal. 